# Casa de la Cerda

Escut d'armes de la Casa de la Cerda

La Casa De la Cerda és una casa reial de la corona de Castella i branca menor de la Casa de Borgonya regnant a mitjans del segle xiii a través d'Alfons X de Castella. Descendeix de l'infant Ferran de la Cerda, fill del rei Alfons X, sobrenomenat «de la Cerda». És un dels quatre llinatges que sorgeixen a castellà durant el segle xiii i és l'origen de la Casa de Medinaceli.

## Origen
L'origen del llinatge arrenca d'Alfons de la Cerda, fill de l'hereu al tron, l'infant Ferran de la Cerda, mort prematurament abans que el seu pare, Alfons. Aquest últim sempre va defensar que el seu successor fos el seu net Alfons, el fill del seu primogènit, en lloc del seu segon fill, l'infant Sanç. Això va motivar la rebel·lió d'aquest contra el seu pare, durant una llarga guerra civil. Finalment, Alfons de la Cerda, rei rival de Castella (1296-1304), però no de Lleó, és proclamat rei de Castella en Sahagún segons alguns autors, i per uns altres, proclamat rei de Castella i de Lleó a Jaca en 1288.
Malgrat les aspiracions d'Alfons de la Cerda van ser aparcades el 1291 pel Tractat de Monteagudo, la guerra civil (1296-1304) va continuar en els temps de Ferran IV. Finalment, durant el regnat d'aquest últim, després d'anys de conflicte, la Sentència Arbitral de Torrellas va significar el cessament a les pretensions castellanes, desplaçant definitivament d'ella a Alfons, el pretendent, i a la seva descendència el llinatge de la Cerda a canvi de la renúncia castellana al nord del Regne de Múrcia conquerit per Jaume II el Just, per sobre el riu Segura, que continuaria sota sobirania de la Corona d'Aragó.

## Edat mitjana
El llinatge de la Cerda va tenir continuïtat al llarg de l'Edat Mitjana, configurant-se com una casa nobiliar de primer rang, jugant un destacat paper en la política castellana. A partir de la guerra civil trastamarista de mitjan segle xiv, va continuar per línia femenina en recaure l'herència de la família en Isabel de la Cerda i Pérez de Guzmán, casada amb Bernart de Bearn, primer comte de Medinaceli, conformant-se així la casa de Medinaceli. Aquesta li donaria continuïtat al llinatge de la Cerda fins a l'IX duc de Medinaceli, Luis Francisco de la Cerda i Aragó, en qui s'extingeix aquest llinatge que va estar a càrrec del ducat durant 9 generacions, passant a les mans de la família Fernández de Córdova, els qui ho van ostentar per més de 400 anys fins a la defunció el 2013 de Victoria Eugenia Fernández de Còrdova i Fernández de Henestrosa XVIII duquessa de Medinaceli. Des del 15 de setembre de 2014, el llinatge designat per estar al capdavant de la casa i del ducat és el cognom associat al principat alemany de Hohenlohe a través del XIX duc de Medinaceli Marco de Hohenlohe-Langenburg i Medina.

## Títols avui dia vinculats a la Casa de la Cerda
- Ducat de Parcent
- Marquesat de Eguaras
- Marquesat de Font el Sol
- Marquesat de la Canyada Profunda
- Títols vinculats a la casa dels Ducs de Medinaceli